# Бондаревщина (Сумский район)

Бондаревщина (укр. Бондарівщина) — село,
Яструбинский сельский совет,
Сумский район,
Сумская область,
Украина.
Код КОАТУУ — 5924789802. Население по переписи 2001 года составляло 63 человека.

## Географическое положение
Село Бондаревщина находится на берегу реки Крыга,
выше по течению на расстоянии в 1,5 км расположено село Ястребиное,
ниже по течению на расстоянии в 1,5 км расположено село Диброва.
На реке большая запруда.